# 馬來西亞宗教

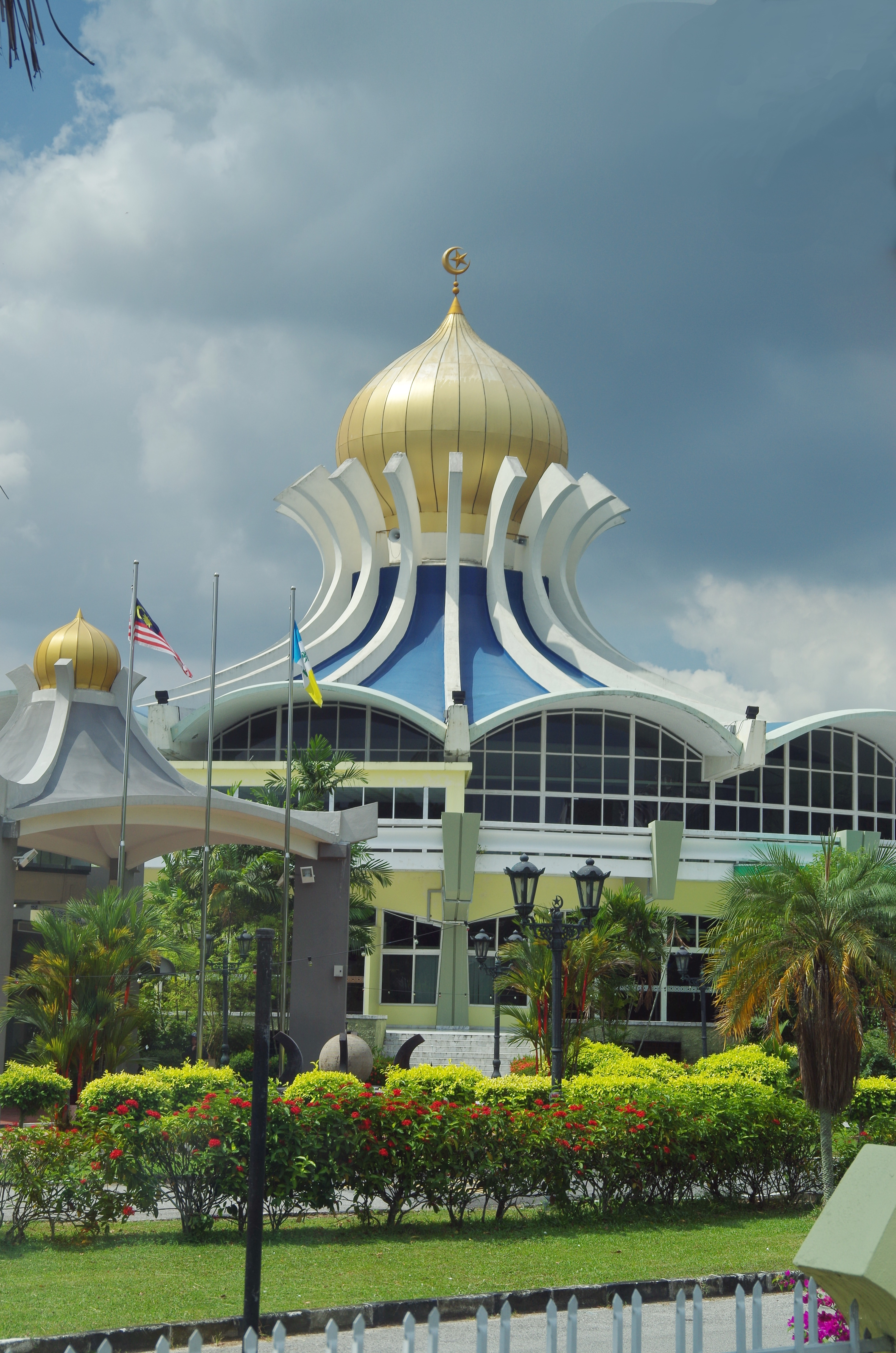
檳城喬治市的檳城州立清真寺。.

馬來西亞是一個多元文化，多種宗教信仰的國家，官方宗教為伊斯蘭教。截至2020年，馬來西亞的宗教有伊斯蘭教（63.5％）、基督宗教（9.1％）、印度教（6.1％）、佛教和道教（18.7％）。剩下的是其他信仰，包括萬物有靈論、錫克教、巴哈伊信仰和無宗教.

馬來西亞華人信奉各種宗教：大乘佛教、中國民間信仰（包括道教）、基督宗教（9.6％）和小部分伊斯蘭教。印度教為大多數馬來西亞印度人（84.5％）所信奉。其他宗教，如巴哈伊信仰和錫克教在馬來西亞也擁有信徒。儘管馬來西亞多元種族、多元宗教，各宗教信徒之間幾乎不存在宗教極端主義和仇視。各種宗教節日聖誕節（基督宗教）、衛塞節（佛教）、屠妖節（印度教）、開齋節（伊斯蘭教）、哈芝節（伊斯蘭教）、聖紀節（伊斯蘭教）均宣佈為馬來西亞法定假日。宗教和諧被馬來西亞政治家特別重視。儘管馬來西亞憲法第11條宣布宗教自由，但對宗教自由的限制是存在的，特別是對於馬來人穆斯林，他们的穆斯林身份从出生一瞬便开始，而且法律规定所有的穆斯林禁止改教，无论是后来入教还是本身信仰，仅有极少数穆斯林得以在后来改教。

## 各種宗教信仰人口
馬來西亞宗教（2020）
| 年份   | 伊斯蘭教 | 佛教  | 基督宗教 | 印度教 | 儒教、道教和中國民間信仰 | 無宗教 | 其他或未表態 |
| ------ | -------- | ----- | -------- | ------ | ------------------------ | ------ | ------------ |
| 2000年 | 60.4%    | 19.2% | 9.1%     | 6.3%   | 2.6%                     |        | 2.4%         |
| 2010年 | 61.3%    | 19.8% | 9.2%     | 6.3%   | 1.3%                     | 0.7%   | 0.5%         |
| 2020年 | 63.5%    | 18.7% | 9.1%     | 6.1%   |                          | 0.9%   | 1.8%         |

馬來西亞的所有馬來人都是法定穆斯林。大多數馬來西亞華人信奉大乘佛教或中國民間信仰（包括道教、儒教和祖先崇拜）。2010年人口普查統計顯示，馬來西亞華人認同為佛教徒的佔83.6％，道教徒佔3.4％，基督徒佔11.1％。然而，中國民間信仰的信仰比例可能更高，因為許多華人同時信奉佛教和中國民間信仰。大部份的馬來西亞印度人信仰興都教（86.2%），接下來是基督宗教（6.0%）、伊斯蘭教（4.1%，信伊斯蘭教的南亞印度裔一般稱為mamak）等等。

## 伊斯蘭教
馬來西亞伊斯蘭教由阿拉伯商人和印度商人在13世紀傳播到馬來西亞，在之後的幾個世紀裡，成為馬來西亞佔據主導地位的宗教。根據“馬來西亞憲法”第160條，馬來人在出生時就會自動成為穆斯林。伊斯蘭教在馬來人文化中佔據著主導的地位和核心地位，在人們生活的各個領域都很普遍。開齋節（Hari-Raya）是馬來西亞穆斯林的重要的宗教節日。穆斯林婦女通常穿戴著伊斯蘭头巾（tudung hijab），但不會因為沒穿戴头巾而受到懲罰。有一些機構強制穆斯林婦女穿著头巾，如國際伊斯蘭大學。不過，在馬來西亞，並沒有像西亞阿拉伯國家那樣嚴格的伊斯蘭性別法律。一小部分有回族文化背景的華人信奉伊斯蘭教，但是還保留了中華文化，有著獨特的傳統。
根據吉蘭丹州及登嘉樓州的州法律，叛教（從伊斯蘭教改投另一信仰）可被判處死刑，不過此與聯邦憲法有所抵觸而無法執行。從伊斯蘭教改信其它宗教在霹靂州、馬六甲州、彭亨州及沙巴州是刑事罪行，可判處罰款或監禁，在彭亨州更可判處打籐。另外，什葉派、阿赫邁底亞等少數教派在馬來西亞被禁止。

## 佛教
佛教為馬來西亞第二大宗教，信徒佔19.8％，主要是華人，也有暹羅人及南亞裔僧伽羅人。馬來西亞佛教宗派除了大乘佛教外，也有上座部佛教。
在馬來西亞，所有信奉華人民間信仰的華人都被政府登記為佛教徒，導致民間多數人都不懂區分佛教、道教、儒教、祖先信仰（拿督公）等的民間信仰，都籠統把其歸類為佛教、道教。

## 道教和中國民間信仰
馬來西亞道教廟宇的神明大多為華人移民的原鄉神祇，主要為大馬華人移民的原鄉福建省、廣東省和海南省。馬來西亞有超過150多間道教宮廟，並和大中華地區的道教廟宇有聯繫。馬來西亞道教協會成立於1995年，並於1997年成立了馬來西亞道教組織聯盟。

## 基督宗教
基督徒佔馬來西亞人口的9.1％，其中天主教佔4.55%，新教佔3.64%，其他教派佔0.91%，他們主要居住在東馬地區。大部分馬來西亞基督徒是非馬來人土著，此外還包括一些馬來西亞華人和馬來西亞印度人。馬來西亞基督教最常見的教會是天主教會]昂、聖公會、衛理公會等。在砂拉越州（基督徒42.4％）和沙巴州（基督徒28％），耶穌受難日和聖誕節均為訂為公共假期，但復活節並非假期。
與中東基督宗教有聯繫的貿易商人在七世紀到達現在的馬來西亞，天主教是15世紀由葡萄牙人帶來的，新教在1641年隨著荷蘭人傳進。隨著葡萄牙的影響力下降，天主教影響力便逐漸消失。新教則在19世紀透過英國統治時期的傳教士進一步傳播，並將新教信仰傳入東馬。英國殖民時期，基督教傳教士只對華人移民和印度移民傳教而不對已經信仰伊斯蘭教的馬來人傳教。隨著馬來西亞變得更加伊斯蘭化，基督宗教信仰也受到限制。雖然現有的教會宗派可以運作，但對新禮拜堂的建設仍有限制。雪蘭莪州莎阿南已經不允許興建任何基督宗教教堂，也不允許基督徒對穆斯林傳教。基督徒比例在西馬的比例比東馬要低得多，只有1-4％，在吉隆坡有5.5％。

## 印度教

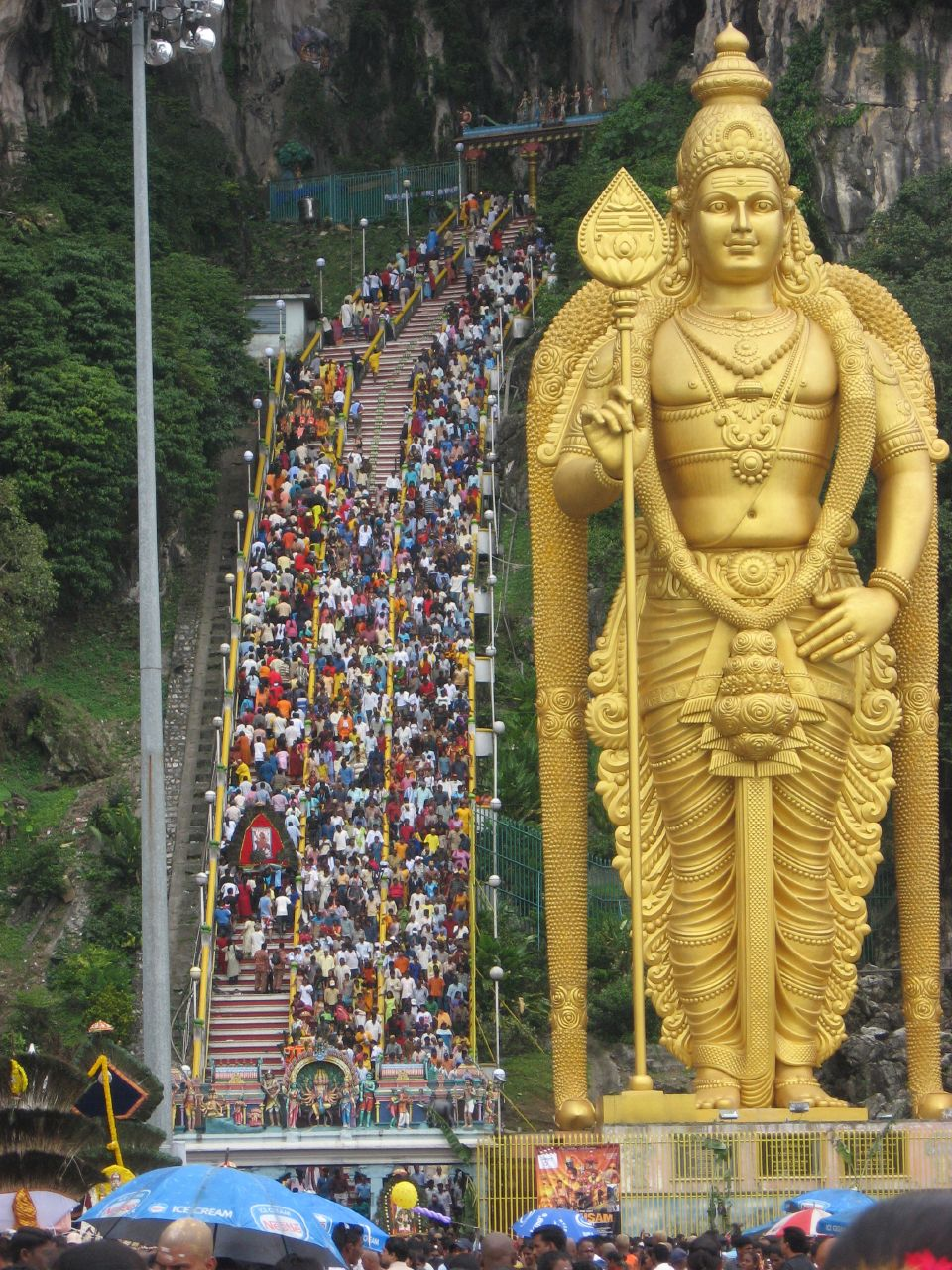
黑風洞為馬來西亞印度教聖地。

佔馬來西亞人口9％的印度裔淡米爾人信仰印度教。印度教在伊斯蘭教傳入馬來西亞之前是有影響力的，但是現今馬來西亞印度教的信徒大多是來自泰米爾納德邦的印度移民後裔，也有來自北印度的印度裔移民。在2006年和2007年。在馬來西亞各地拆毀了幾座印度教寺廟，導致印度教徒不滿，進而引發一些抗議和集會。馬來西亞政府通過這樣的事實表示：這些印度教寺廟位於馬來西亞國有土地上，是非法的建築物，而非禁止印度教信仰。